# Helena Creus i Esteve
Helena Creus i Esteve (Tremp, Pallars Jussà, 24 de juliol de 1950) és una poetessa catalana.
Va cursar estudis elementals, batxillerat i administratiu, i durant un any va estudiar francès a Tolosa de Llenguadoc. Posteriorment, va viure a Barcelona, i l'any 1970 va retornar al Pallars Jussà. És coneguda com "la poeta del Pallars".
Col·labora en diferents activitats culturals i festivals poètics. Ha participat en el Festival de Poesia del Pla de Beret, organitzat per Piniraigua. Publica poemes a la revista de poesia Axolot, de Laussanne (Suïssa) a la secció Pages d’Outreslangues. És una rapsoda habitual en els actes poètics dels Pirineus.

## Obres i premis literaris

### Premi Amadeu Oller[1][2]
L'any 1969, un dels seus poemes va ser premiat al Premi de poesia per a inèdits mossèn Amadeu Oller. Va sortir l'any 1970 a la Segona antologia poètica Amadeu Oller: 1968-1969-1970, publicat per la Parròquia de Sant Medir de La Bordeta de Barcelona.

### Les Cinc branques: poesia femenina catalana (1975)[1][2][3]
Un dels seus poemes va ser escollit per formar part de Les Cinc branques: poesia femenina catalana, un recull de més de 250 noms de dones que han escrit poesia a Catalunya, València, Mallorca, Rosselló i l’Alguer la imatge i una nota biogràfica de la poetessa i una mostra de la seva obra, elaborat per Esteve Albert, Roser Matheu, Octavi Saltor, Antoni Sala-Cornadó i M. Assumpció Torras, publicat a Barcelona l'any 1975.

### Esquitx de somnis (1988)[4][5]
Primer llibre de poemes propis publicat per l'editorial Virgili i Pagès, que recull 61 poesies. Va sortir publicat a la col·lecció "La perdiu xerra" de publicacions de "Llengua i Literatura" del Centre d'Estudis del Pallars. El pròleg del llibre està signat per l'escriptora Maria Barbal:
"... ella ha escrit uns poemes lligats a l'alè íntim del seu cor. En el seu llibre, hi trobareu la neguitosa espera, la força de l'amistat, el buit de l'absència, la urpada feridora de la tristesa i, sobretot, els matisos variats de tots els colors de l'amor. Amor a la terra i als pares; al marit i als fills; als germans...".

### Record (1995)[1][2]
Llibre de poemes il·lustrat per la Txell Coll i Creus i publicat per Garsineu Edicions.
Un dels poemes inclosos és "Viuràs en el meu cor", dedicat al seu espòs, mort en el postoperatori d’un trasplantament pulmonar.

### Capvespres (2000)[1][2][7]
Llibre de poemes il·lustrat per la Txell Coll i Creus i publicat per Garsineu Edicions.

### El Pallars Jussà a peu. 15 recorreguts fascinants per la comarca (2002)[8]
Llibre d'excursionisme creat per l'Helena Creus i Esteve, en Jordi Creus i Esteve i en Josep R. Gasa i Capdevila, i publicat per Cossetània Edicions.
La proposta d'acostar-nos a conèixer de prop el Pallars Jussà que ens fan els autors es basa en allò que podríem dir fórmula oberta. Ens hi indiquen el camí per mitjà de quinze itineraris centrats bàsicament en un nucli d'interès, però cada un n'inclou molts més i en conjunt constitueixen una visió molt completa de tota la comarca. Els indrets que ens proposen són ben engrescadors per la distribució geogràfica i per la varietat. Ens mourem des de la magnífica panoràmica que ofereix des de 2.000 m la via del vell Carrilet de Cabdella, fins a les pregoneses del congost de Mont-rebei o el Forat del Gel montsequià. Les excursions ens permetran admirar joies com ara el conjunt troglodític de Sorta, el dolmen de la Casa Encantada, els castells de Mur, d'Orcau i de Toló, les restes de Sant Pere de les Maleses, el pont del Diable de Bellera, el poble singular de Santa Engràcia, els plàcids estanys de Basturs, etc.

### La veu de la terra: Pallars Jussà, Pallars Sobirà, Alta Ribagorça (2017)[9]
Catàleg de l’exposició homònima que mostra textos de quinze autors de les comarques del Pallars Jussà, el Pallars Sobirà i l'Alta Ribagorça. L’exposició consta de plafons desplegables i un audiovisual. Els autors que s'han escollit, i als quals es dedica un plafó individual, són Maria Barbal, Mossèn Anton Navarro, Pep Coll, Helena Creus, Núria Garcia, Xavier Macià, Sebastià Pons, Concepció G. Maluquer, Ramon Violant, Meritxell Nus, Joan Lluís, Llorenç Sánchez, Maria Dolors Millat, Joan Subirana i Joaquim Barbal.
L’exposició és una producció conjunta dels Serveis Territorials del Departament de Cultura de la Generalitat de Catalunya a Lleida i de la Fundació Pública Institut d’Estudis Ilerdencs de la Diputació de Lleida. La mostra forma part d’un projecte global denominat “La Veu de la Terra” creat amb l’objectiu de recordar els noms d’autors de cada territori.